# انی‌استار
«انی‌استار» (انگلیسی: Anystar) ترانه‌ای از خواننده اهل کره جنوبی، لی هیوری با همکاری بازیگر لی جون گی است.

## موزیک ویدئو و ترویج
موزیک ویدئوی «انی‌استار» با حضور لی جون گی و پارک بوم از توانی‌وان بود. لی هیوری در ۲۰ دسامبر ۲۰۰۶ یک شوکیس «انی‌استار» برگزار کرد.

## تاریخچه انتشار
| کشور  | تاریخ          | ناشر         | فرمت           |
| ----- | -------------- | ------------ | -------------- |
| مختلف | ۲۶ دسامبر ۲۰۰۶ | بی‌سی‌اس کوریا | دانلود دیجیتال |